# Cửa ô Tu viện tại Toruń

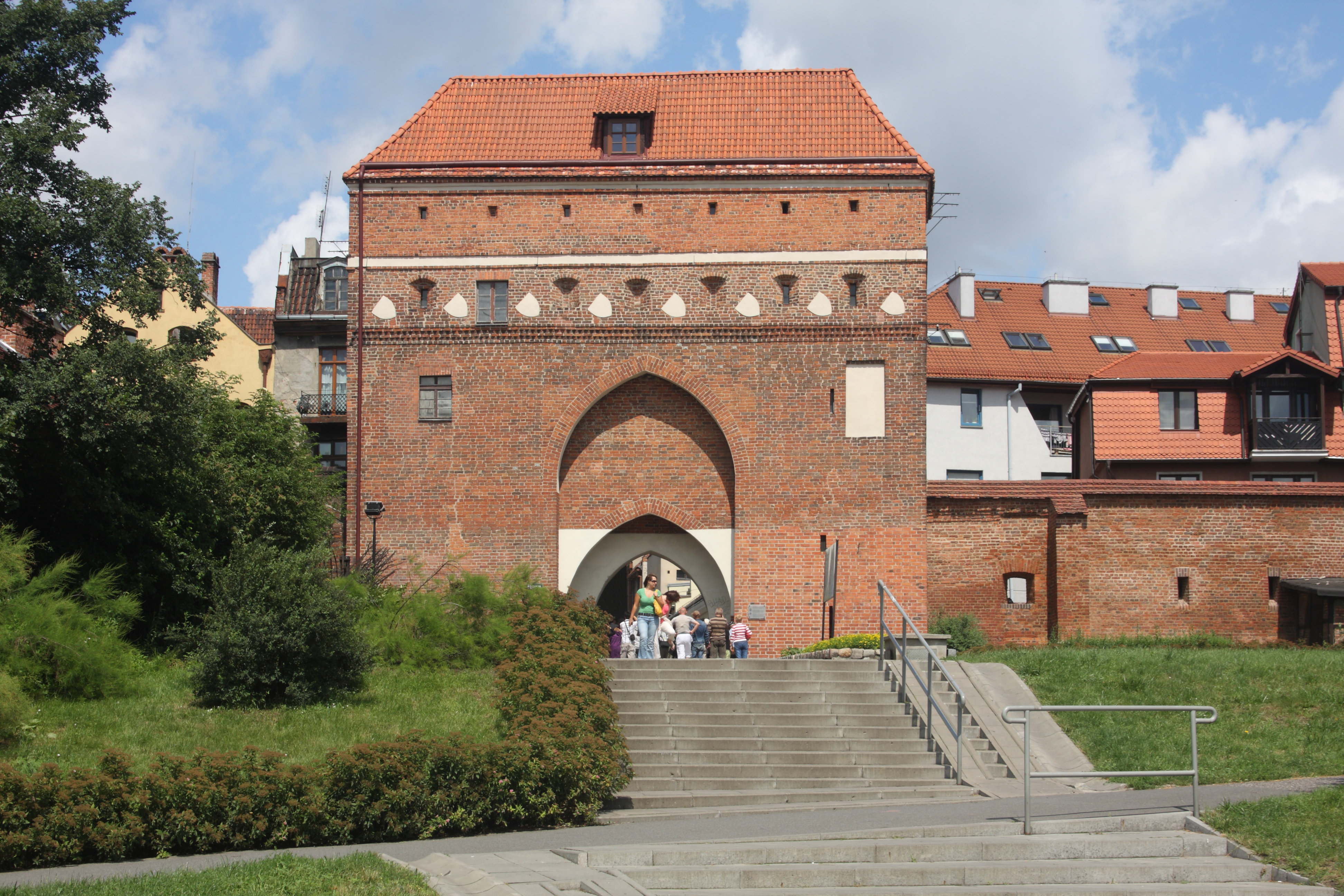
Cửa ô nhìn từ bên ngoài tường thành

Cửa ô Tu viện tại Toruń (tiếng Ba Lan: Brama Klasztorna w Toruniu) là một trong ba cửa ô của thành phố Toruń thời Trung cổ còn tồn tại cho đến ngày nay.

## Vị trí
Cửa ô nằm ở phía nam Thị trấn thời Trung Cổ Toruń, tại số 2a Ducha, phía đông Krzywa Wieża.

## Lịch sử
Cửa ô xây dựng theo phong cách Flemish Gothic, với cấu trúc cồng kềnh. Cửa ô xuất hiện từ nửa đầu thế kỷ 14. Do sự phát triển của công nghệ chiến tranh đặc biệt là sự phổ biến của vũ khí đòi hỏi phải mở rộng kích thước Cửa ô. Khoảng năm 1420 công trình hoàn thành mở rộng.
Vào thế kỷ 19, Cửa ô không còn dùng để phòng thủ. Kể từ đó công trình được tái thiết lại, chuyển đổi mục đích sang nhà ở.
Tên của Cửa ô xuất phát từ Tu viện Nữ tu dòng Biển Đức, nằm ngay bên ngoài các bức tường thành. Bức tường thành tồn tại cho đến thế kỷ 17.
Tháng 10 năm 1943, boong-ke phòng thủ các đợt không kích có khả năng chứa 100 người đã được đào phía dưới Cửa ô. Boong-ke này dùng để làm nơi trú ẩn cho công nhân cảng và công nhân nhà máy khí đốt. Hiện boong-ke mở cửa cho công chúng và khách du lịch tham quan.

## Một số hình ảnh

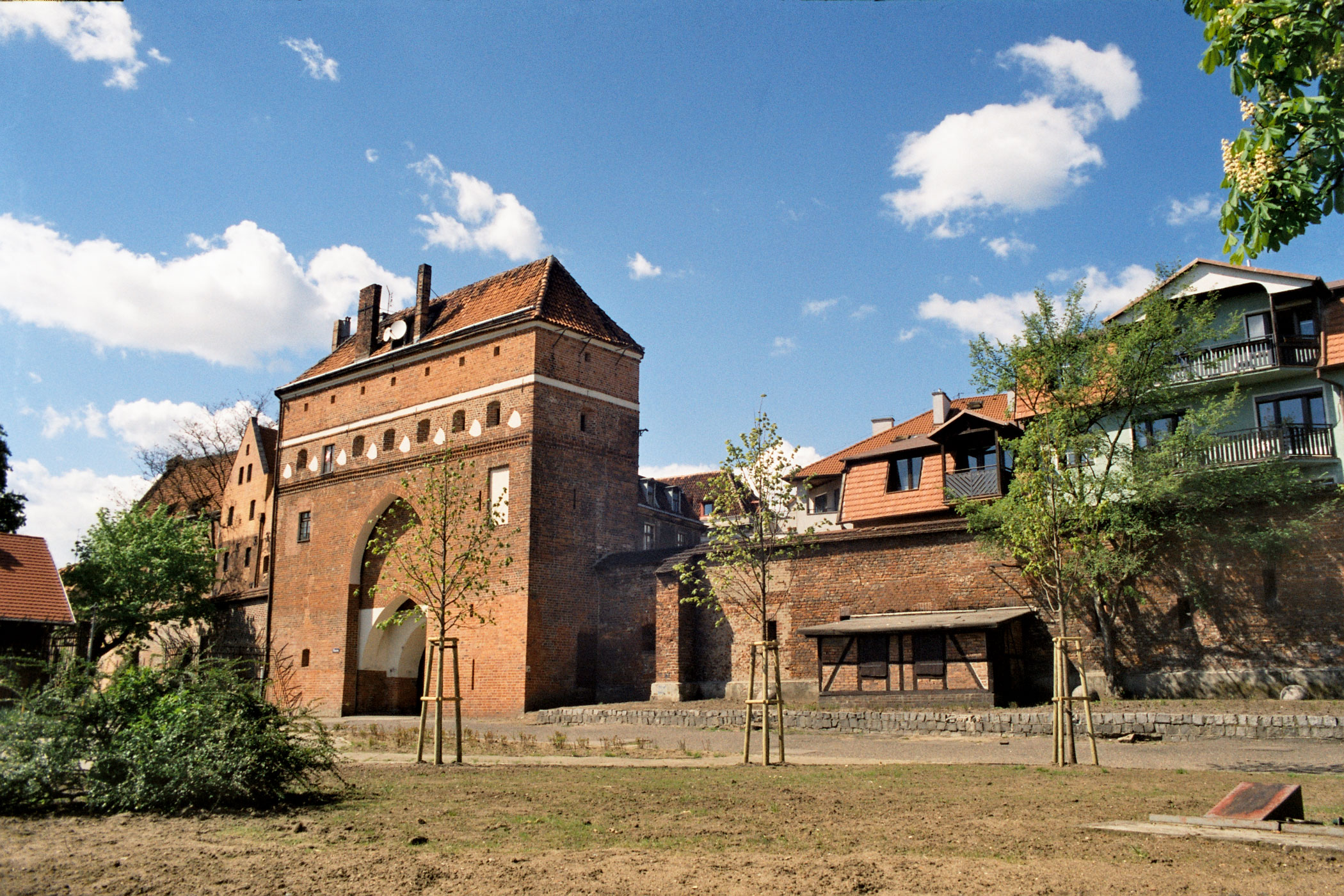
2005
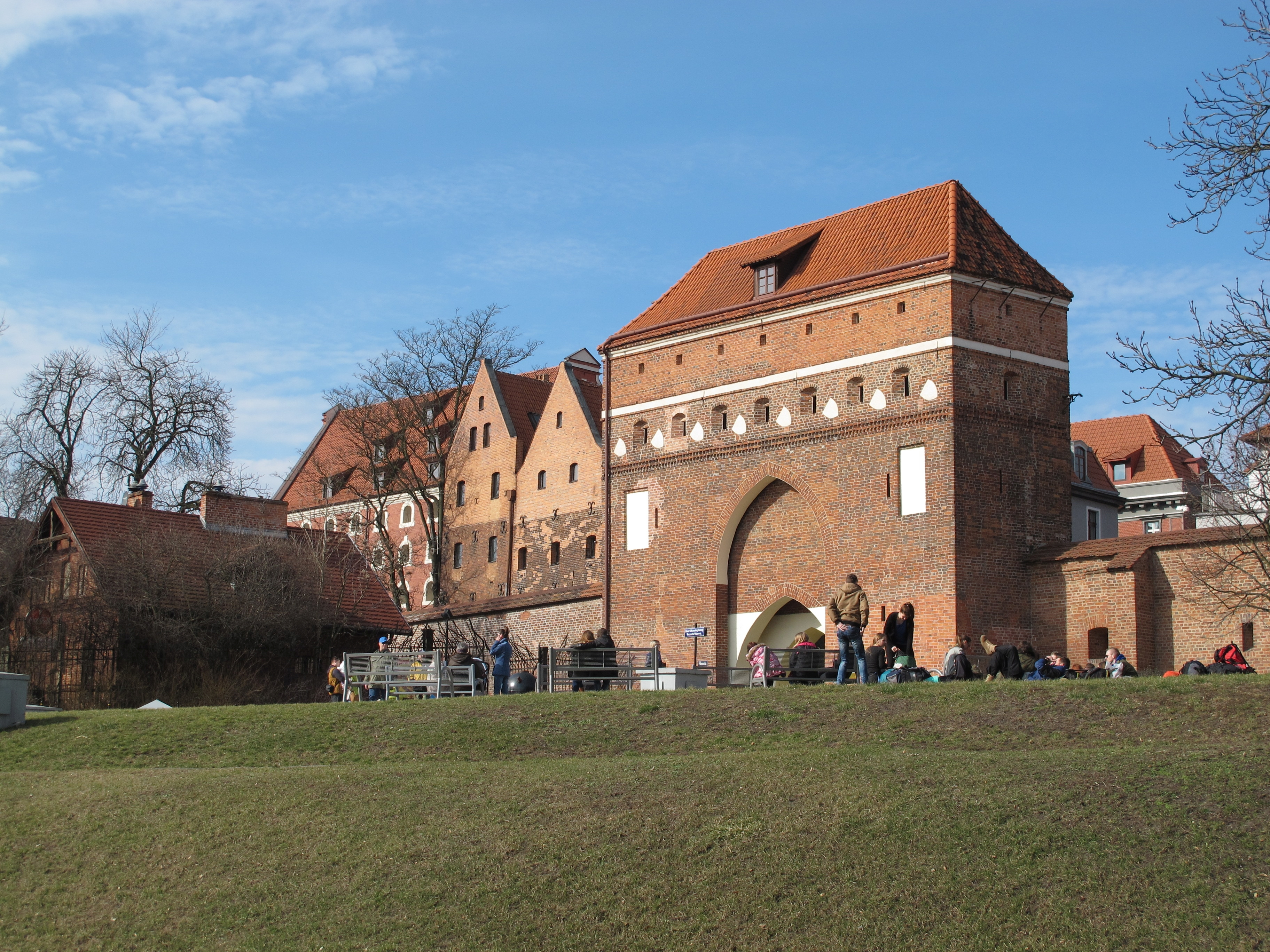
2006
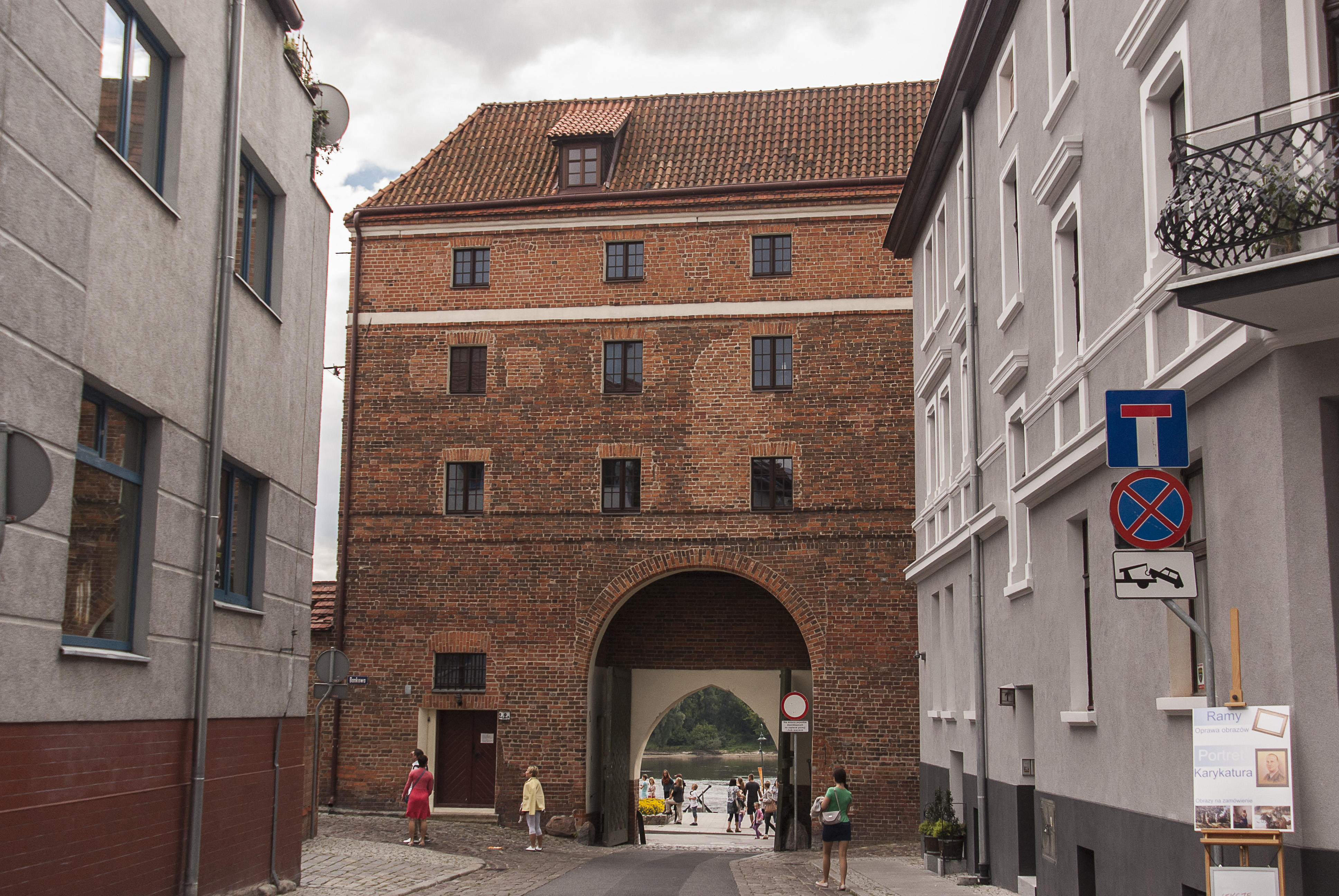
2012
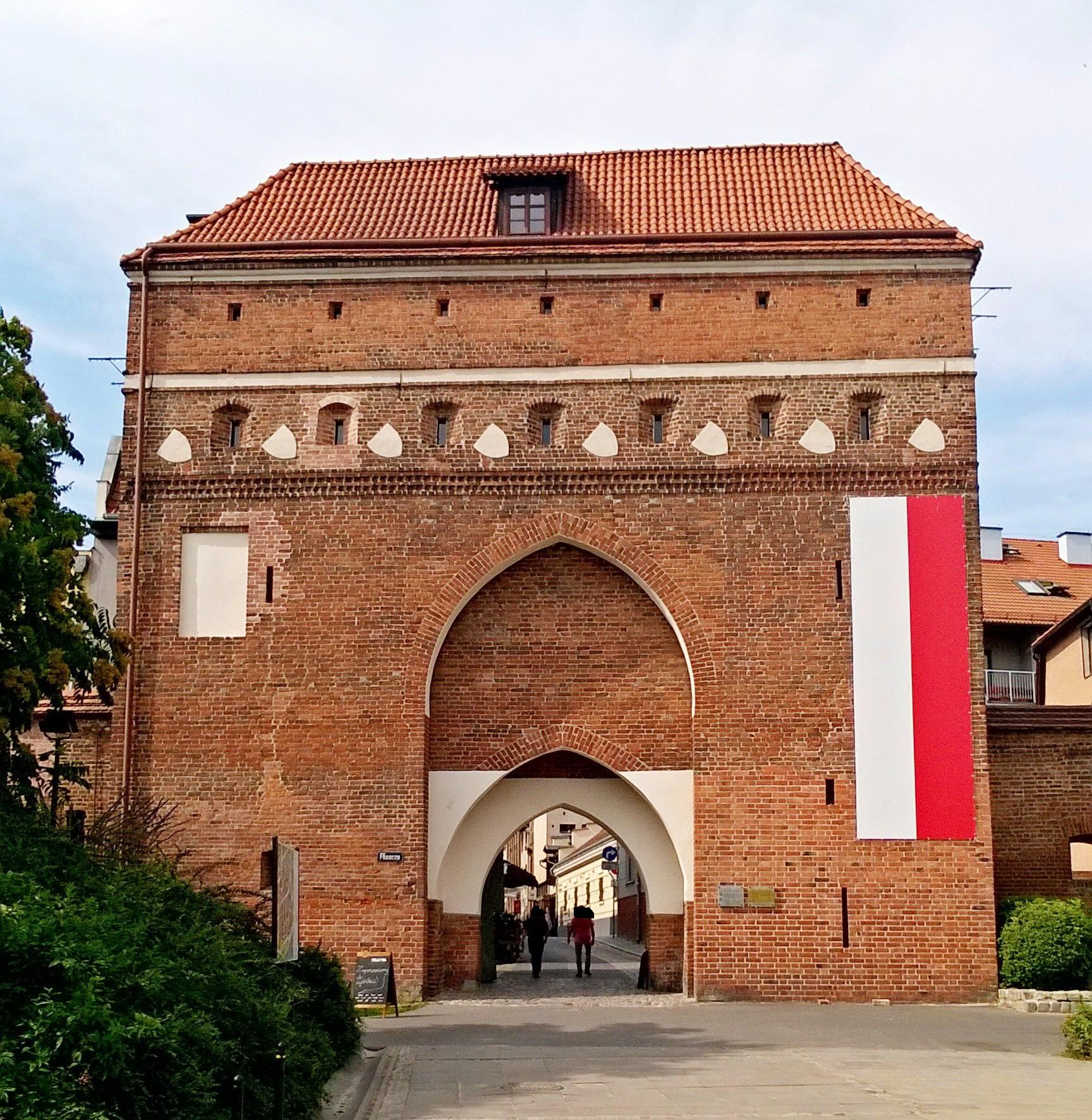
2018
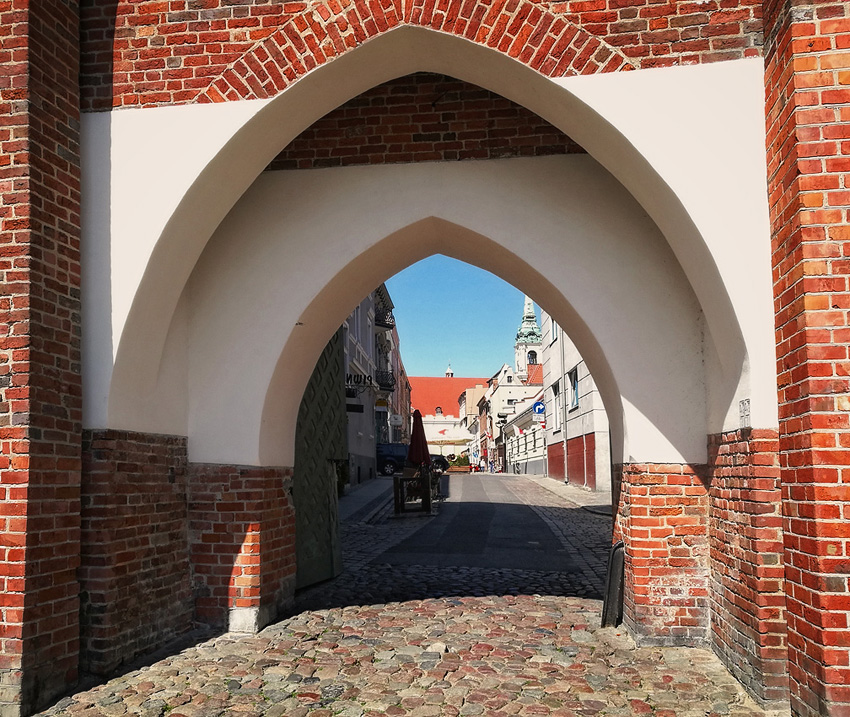
2018